# Ctenophorus badius
Ctenophorus badius — вид ігуаноподібних ящірок родини агамових (Agamidae). Ендемік Австралії. Раніше вважався підвидом Ctenophorus maculatus, однак за результатами дослідження 2023 року були визнані окремим видом.

## Поширення й екологія
Ctenophorus badius мешкають на південному заході Західної Австралії, від затоки Шарк-Бей до затоки Ексмут. Вони живуть на прибережних і внутрішніх піщаних дюнах, порослих невисокою рослинністю, зокрема спініфексом, вересом та сухими чагарниками.